# Сёйланн, Гейр
Гейр Сёйланн (норв. Geir Søiland) — норвежский кёрлингист.
В составе мужской сборной Норвегии участник двух чемпионатов мира (лучший результат — пятое место в 1970).
Играл на позициях второго и третьего.

## Команды
| Сезон   | Четвёртый       | Третий       | Второй       | Первый           | Турниры           |
| ------- | --------------- | ------------ | ------------ | ---------------- | ----------------- |
| 1969—70 | Кнут Бьонес     | Гейр Сёйланн | —            | Йозеф Бьонес     | ЧМ 1970 (5 место) |
| 1972—73 | Хельмер Стрёмбо | Пер Даммен   | Гейр Сёйланн | Эйвинн Флёстранд | ЧМ 1973 (7 место) |

(скипы выделены полужирным шрифтом)